# 우주론적 논증
자연신학에서 우주론적 논증은 신의 존재가 우주나 대상의 일부 전체에 대한 인과관계, 설명, 변화, 운동, 우발성, 종속성 또는 유한성에 관한 사실로부터 추론 될 수 있다고 주장하는 논증이다. 우주론적 논증은 때때로 보편적인 인과론, 제1원인론, 인과론, 원동력 논증이라고도 한다. 어떤 용어가 사용되든 간에 논쟁에는 두 가지 기본 변형이 있으며 각각 미묘 하지만 중요한 차이점이 있다.
이러한 모든 논증의 기본 전제는 인과관계 개념을 포함한다. 이러한 논증의 결론은 첫 번째 원인이 존재하고 이후에 신으로 분석된다는 것이다. 이 주장의 역사는 아리스토텔레스 이전까지 거슬러 올라가며, 신플라톤주의 와 초기 기독교, 그리고 9~12세기 중세 이슬람 신학 에서 발전했고, 13세기 토마스 아퀴나스에 의해 중세 기독교 신학에 재도입되었다. 우주론적 논증은 Gottfried Leibniz 와 Samuel Clarke 가 언급한 충분한 이유의 원리 와 밀접하게 관련되어 있으며, 그 자체는 Parmenides에 기인한 " 무에서 아무것도 나오지 않는다 "는 주장을 현대적으로 설명한 것이다.

## 같이 보기
- 논증
- 카오스
- 우주기원론
- 창조 신화
- 창조연대
- 결정론
- 무한주의
- 로고스
- 현재
- 심리학
- 기호학
- 시간 유한주의
- 부동의 동자

1. ↑  Oderberg, David S. (2007년 9월 1일). 〈The Cosmological Argument〉.   Meister, Chad; Copan, Paul. 《The Routledge Companion to Philosophy of Religion》. Routledge. 341–350쪽. ISBN 978-0415380386.
2. ↑  Craig, William Lane (October 2001). 《The Cosmological Argument From Plato to Leibniz》. Eugene, Oregon: Wipf and Stock Publishers. x쪽. ISBN 1-57910-787-7.
3. ↑  Craig, William Lane; Sinclair, James D. (2009년 5월 18일). 〈The Kalam Cosmological Argument〉.   Craig, William Lane; Moreland, J. P. 《The Blackwell Companion to Natural Theology》. Wiley-Blackwell. 101–201쪽. ISBN 978-1405176576.
4. ↑  Koons, Robert (1997). “A New Look at the Cosmological Argument” (PDF). 《American Philosophical Quarterly》 (University of Illinois Press) 34 (2): 193–211. 2003년 3월 14일에 원본 문서 (PDF)에서 보존된 문서. 2015년 3월 27일에 확인함.
5. ↑  Gale, Richard M.; Pruss, Alexander, 편집. (March 2003). 《The Existence of God》. Burlington, VT: Ashgate. ISBN 978-0754620518.